# St. Michael (Neckargartach)

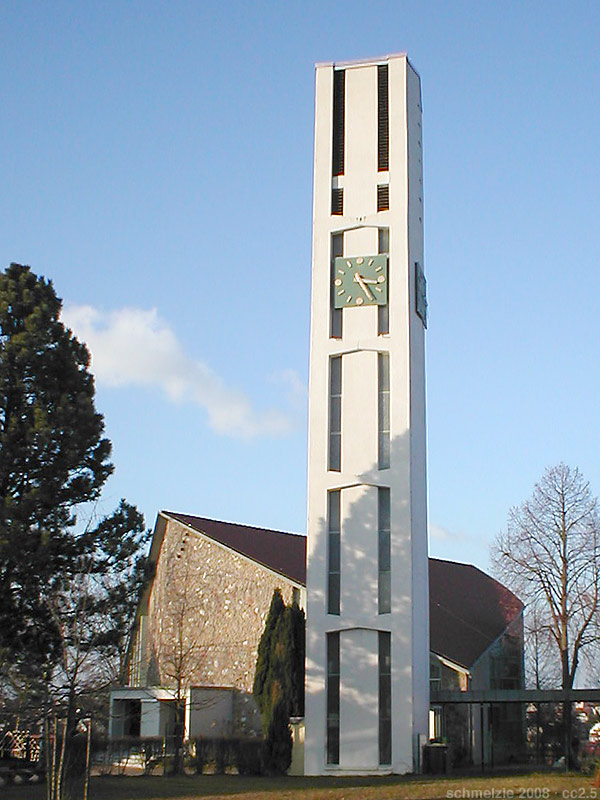
Pfarrkirche St. Michael

St. Michael ist eine katholische Kirche an der Sudetenstraße 55 im Heilbronner Stadtteil Neckargartach. Sie wurde 1959 in einer damals neu angelegten Heimatvertriebenen-Siedlung vollendet und dem Erzengel Michael geweiht. Seit 1992 ist die Kirche ein Kulturdenkmal.

## Geschichte
Neckargartach war seit der Durchführung der Reformation 1543 rein protestantisch geprägt. Katholiken siedelten sich erst wieder ab dem 19. Jahrhundert an. Im Jahr 1900 wurden 92 Katholiken gezählt. Die Gemeinde zählte zunächst zu der katholischen Stadtpfarrei St. Peter und Paul in Heilbronn und hatte keine eigene Kirche in Neckargartach. 1933 betrug die Zahl der Katholiken in Neckargartach 209 Personen. Durch den Zuzug von Heimatvertriebenen nach dem Zweiten Weltkrieg wuchs die Gemeinde stark an. 1949 waren es bereits rund 600 Katholiken. Stadtpfarrer Laub führte 1946 in Neckargartach katholische Sonntagsgottesdienste ein, die zunächst noch im evangelischen Gemeindehaus abgehalten wurden. 1951 gab es erste Gottesdienste in polnischer Sprache für in der Region gebliebene ehemalige Zwangsarbeiter und KZ-Häftlinge. 1956 erwarb die katholische Gemeinde ein Grundstück in der Ortsmitte, das sich jedoch als ungeeignet für einen Kirchenbau erwies. Durch einen Grundstückstausch mit der Stadt Heilbronn gelangte die Gemeinde dann in den Besitz des Grundstücks auf dem Höhenzug zwischen Römer- und Liebermannstraße südlich des historischen Ortskerns.
Der Sakralbau wurde nach Plänen des Stuttgarter Architekten Hans-Georg Reuter gebaut. Der erste Spatenstich erfolgte am 5. Juli 1958, die eigentlichen Bauarbeiten begannen nach dem Abernten des zuvor noch landwirtschaftlich genutzten Bauplatzes mit der Grundsteinlegung am 5. Oktober 1958. Nach etwas mehr als einjähriger Bauzeit wurde die Kirche am 10. und 11. Oktober 1959 von Weihbischof Wilhelm Sedlmeier geweiht. Nachdem die Gemeinde auch bis 1967 ein Gemeindehaus, einen Kindergarten und ein Pfarrhaus erbaut hatte, wurde der Seelsorgebezirk St. Michael mit Urkunde vom 2. Juli 1970 des Rottenburger Bischofs Carl Joseph Leiprecht zum 15. Juli 1970 zur selbstständigen Pfarrei erhoben. In jenem Jahr lebten bereits über 2000 Katholiken in Neckargartach. Die Gottesdienste in polnischer Sprache, die seit 1958 monatlich stattgefunden hatten, wurden ab den 1990er Jahren nach dem Anwachsen der Gemeinde durch Migranten wöchentlich abgehalten.
Die Kirche wurde im Lauf der Zeit um verschiedene Kunstgegenstände bereichert, z. B. um einen Wandteppich, eine Antonius- und eine Michaelsstatue. 1992 wurde der Sakralbau wegen seines Originalitätswerts in der Sakralbaukunst des 20. Jahrhunderts zum Kulturdenkmal erklärt. 1993 konnte eine neue Orgel angeschafft werden. 1995 wurde das Altarkreuz ersetzt. 1996 erfolgte die Renovierung der Außenfassade, 1998 eine Umgestaltung des Chorraums.

## Beschreibung

### Bauform
Die Kirche besteht aus einem kristallförmigen Kirchengebäude auf prismenförmigem, nahezu quadratischem Grundriss mit bis zu 12 Meter hohem Zeltdach sowie einem neun Meter entfernt frei stehenden, 28 Meter hohen weißen Glockenturm. Die Portalfassade des 30 Meter breiten und 27 Meter tiefen Sakralbaus erscheint wie ein Schiffsbug und soll Folgendes aussagen: „Ein Schiff, das sich Gemeinde nennt, fährt durch das Meer der Zeit.“ Die Zeltform des Daches ähnelt der Wartbergkirche und der Aukirche in Heilbronn, die etwa zur selben Zeit entstanden sind.
Nordwestlich schließen sich an die Kirche Priester- und Ministrantensakristei an, im Kellergeschoss befindet sich der Maximilian-Kolbe-Raum als zusätzlicher Versammlungs- und Gebetsraum.

### Chorraum und Orgelempore

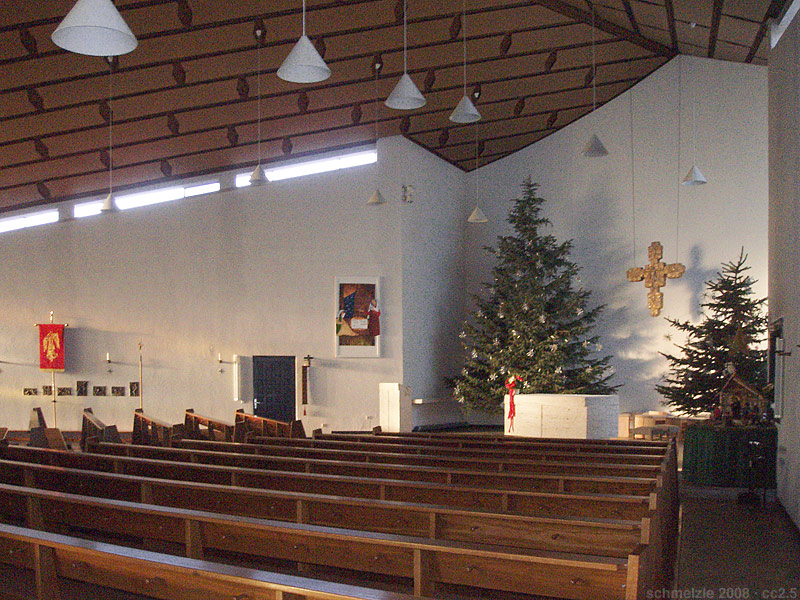
Innenraum der Michaelskirche

Der Chorraum hat seine heutige Gestalt seit der Umgestaltung von 1998. Der vormals gröber gearbeitete Altar aus Travertin wurde von Hubert Kaltenmark aus Kressbronn zum Opfertisch umgestaltet und um Ambo und Tabernakel-Stele aus demselben Material ergänzt. Der ebenfalls in Travertin gearbeitete dreieckige Taufstein befindet sich direkt beim Hauptportal. Die ehemalige Kanzel der Kirche wurde von Kaltenmark zu einem Gedenkstein mit den wichtigsten Daten aus der Geschichte des Bauwerks umgewandelt, der sich heute in einem Rosenbeet rechts vor dem Haupteingang der Kirche befindet.
Das bronzene Kreuz über dem Altar wurde 1980/81 von Karl-Peter Blau aus Stuttgart für das Heilbronner Deutschordensmünster gestaltet und kam infolge der dortigen Renovierung 1995 in die Pfarrkirche St. Michael, wo es eine ebenfalls von Karl-Peter Blau ausgeführte ältere Arbeit ersetzte. Das Kreuz ist 1,50 Meter breit und 1,60 Meter hoch. Neben dem Gekreuzigten sind auf der Vorderseite des mit Weinlaub und Trauben ausgeschmückten Kreuzes auch die vier Evangelistensymbole (geflügelter Mensch, Löwe, Stier und Adler) zu erkennen. Auf der Rückseite sind verschiedene Passionsdarstellungen.
Die Orgel auf der weit geschwungenen, fast schwebenden Orgelempore an der Portalseite wurde 1993 anstelle einer bisher als Provisorium verwendeten elektronischen Orgel angeschafft und von dem Orgelbauer Richard Rensch aus Lauffen am Neckar hergestellt.

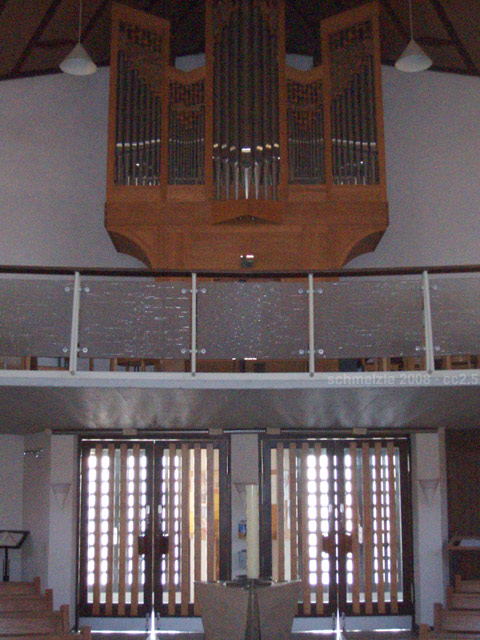
Orgelempore über dem Hauptportal
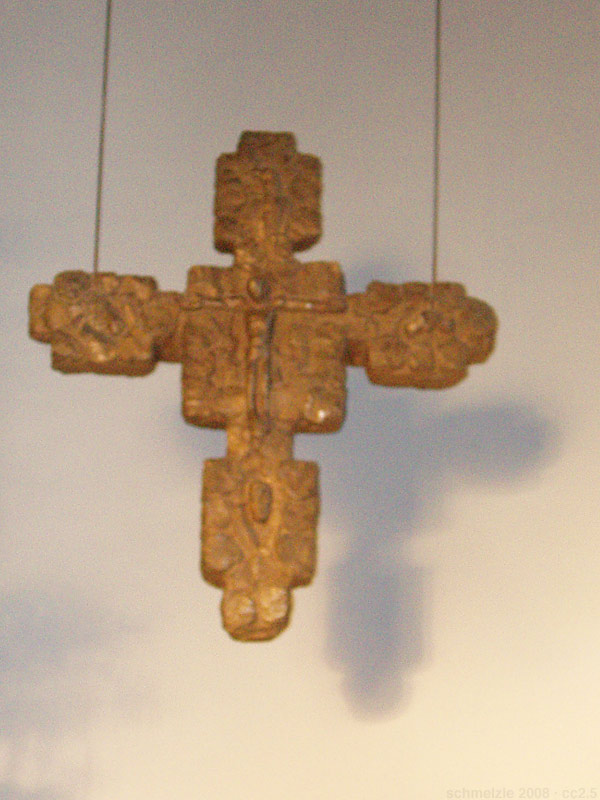
Kreuz über dem Altar
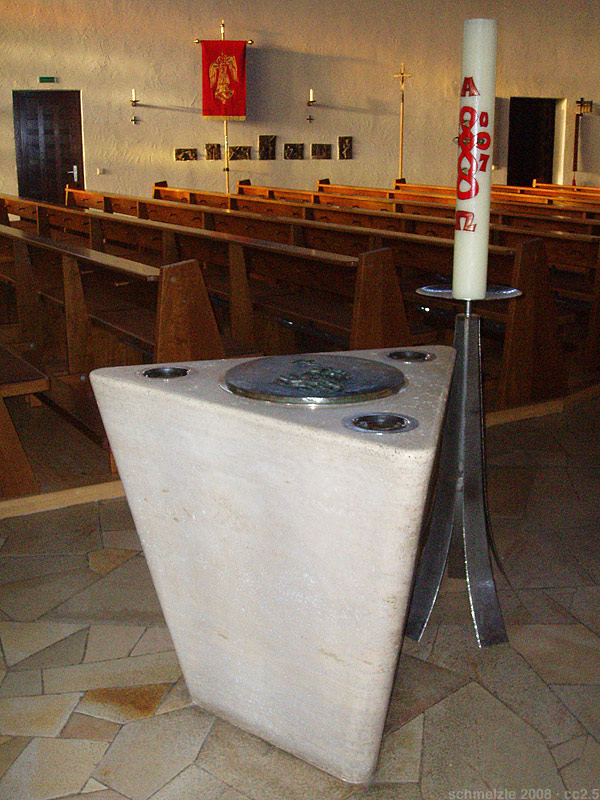
Taufstein

### Glasfenster und Kreuzweg

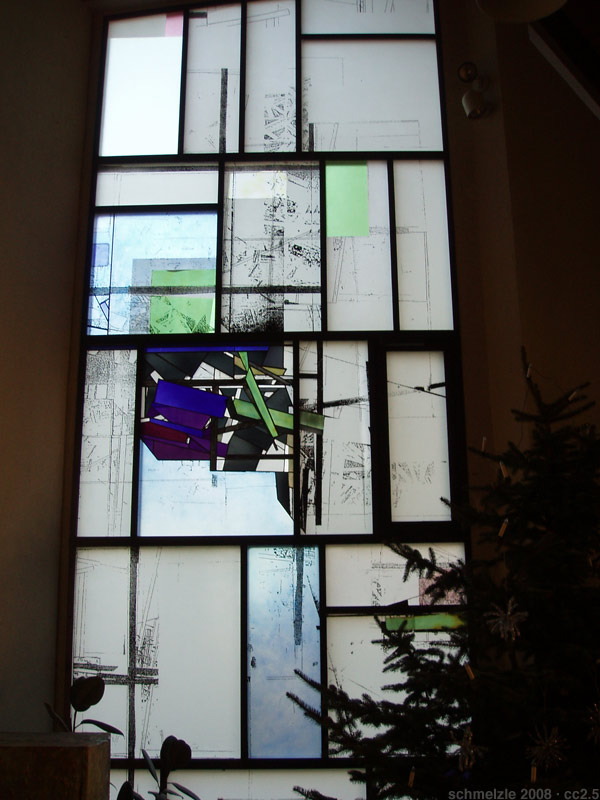
Chorfenster

Das Kirchengebäude wird durch die Betonglasfenster der Portalseite, ein großes Chorfenster sowie schmale Fensterbänder an den Seitenwänden erhellt. Die Betonglasfenster der Portalseite wurden ebenfalls von Karl-Peter Blau gestaltet. Das linke Fenster stellt die fünf Geheimnisse des Schmerzhaften Rosenkranzes dar, das rechte Fenster die zwölf Anrufungen aus der Lauretanischen Litanei. Beide Motive sind in fünf vertikale Motivbänder gegliedert, deren thematische Abfolge jeweils von den Seitenwänden zum Portal hin erfolgt.
Das Chorfenster wurde 1998 von Lukas Derow aus Stuttgart neu gestaltet, wobei nach Maßgabe der Denkmalbehörde die asymmetrische Bauform des Fensters aus den 1950er Jahren zu erhalten war. Das Fenster stellt symbolisch den Kampf des Kirchenpatrons Michael als „Sieg des Lichtes über die Dunkelheit“ dar.
Im Innenraum der Kirche befinden sich fünfzehn Kreuzwegstationen aus Terrakotta mit farbiger Lasur, die von der Benediktinerabtei Münsterschwarzach gefertigt wurden, außerdem soll sich dort noch ein von Josef de Ponte gestalteter und von der Kunstweberin Elsa Holzbrecher angefertigter Wandteppich mit dem Himmelfahrtsmotiv befinden.

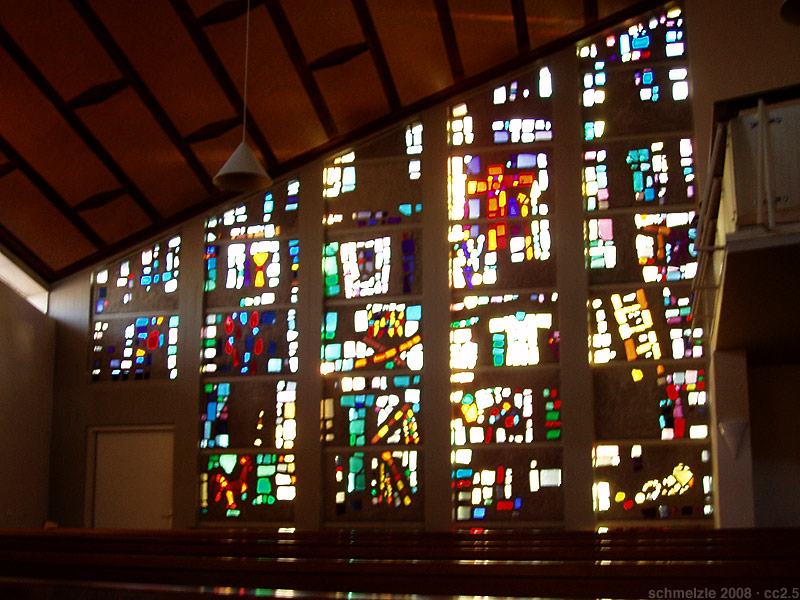
Betonglasfenster links
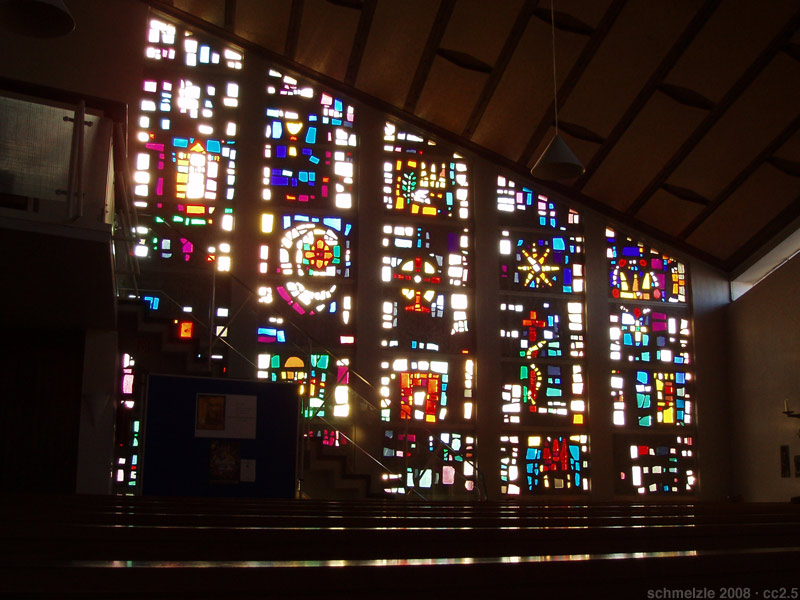
Betonglasfenster rechts
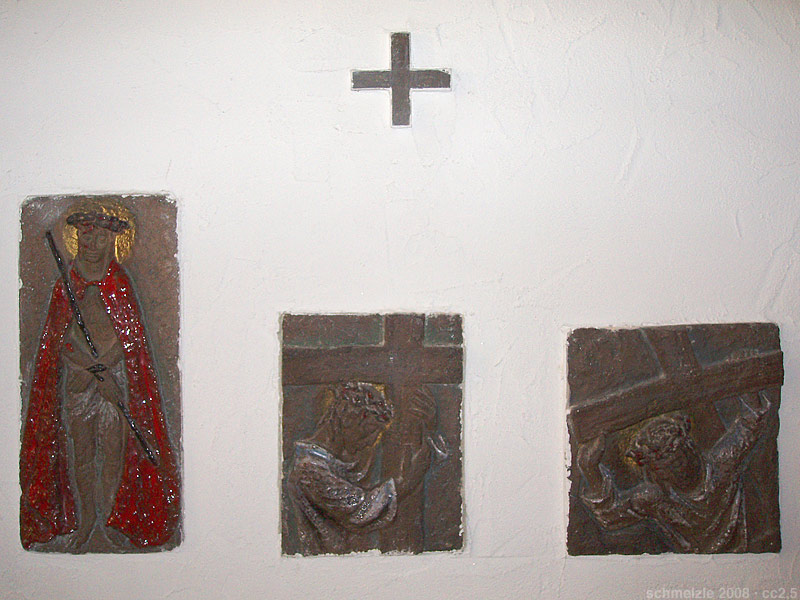
Drei Kreuzwegstationen

### Heiligendarstellungen

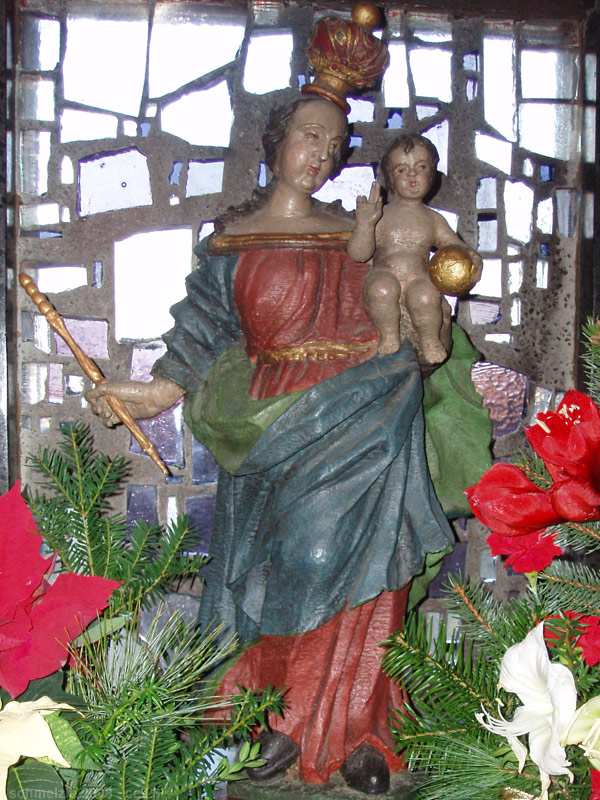
Neckargartacher Madonna

Die Neckargartacher Madonna wurde anlässlich der Kirchenweihe im Jahr 1958 von Josef Baumgärtner von der damaligen Mutterpfarrei im Deutschhof gestiftet. Die farbig gefasste barocke Holzfigur ist etwa 300 Jahre alt, war vermutlich lange Zeit Hausmadonna im Schweizer Bodenseeraum und wurde 1980 restauriert.
Die hölzerne Statue des Michael stammt aus einer Werkstatt in Oberammergau und wurde 1993 gestiftet. Sie zeigt Michael in der für ihn typischen Darstellung als Drachentöter, wobei Michael hier den Satan bezwingt. Die Holzstatue des Antonius von Padua wurde 1982 von einem aus Padua zurückkehrenden Pilger gestiftet. Die Schwarze Madonna von Tschenstochau (vgl. Schwarze Madonna von Częstochowa) ist eine Marienikone und wurde von einer polnischstämmigen Pilgerin gestiftet und 1998 überarbeitet.

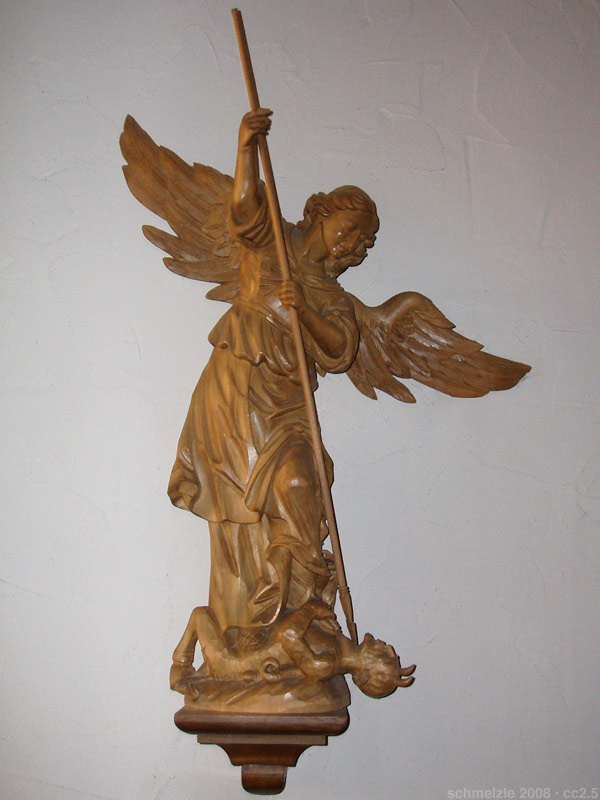
Michaelsstatue
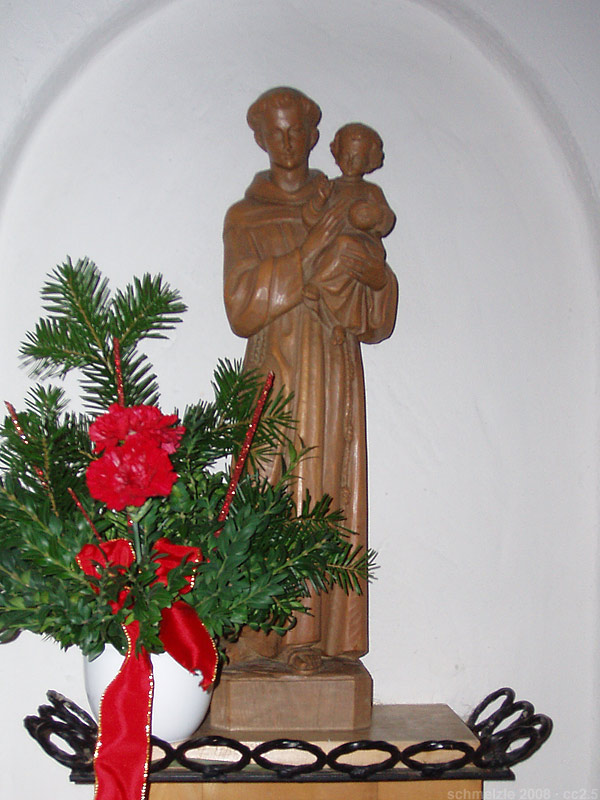
Antoniusstatue
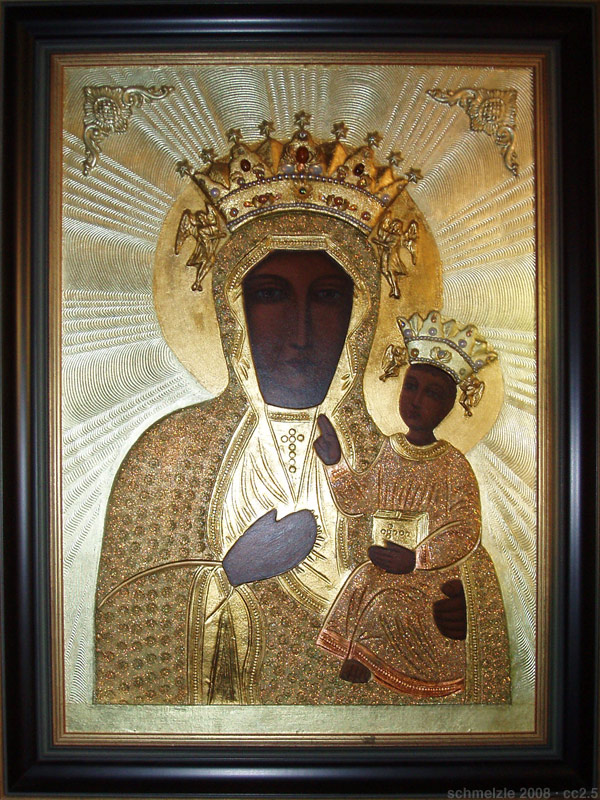
Schwarze Madonna

## Glocken
Im freistehenden Glockenturm befinden sich neben einer großen Turmuhr zwei Glocken. Die Apostelglocke ist auf Ges' gestimmt und hat ein Gewicht von rund 800 kg. Ihre Inschrift lautet: „Ihr seid Vollbürger mit den Heiligen, auferbaut auf dem Fundament der Apostel“. Die kleinere Marienglocke wurde von der Nachbargemeinde St. Augustinus gestiftet. Sie ist auf As' gestimmt und wiegt rund 560 kg. Ihre Inschrift lautet: „Maria, Königin des Friedens, gib barmherzig Frieden in unseren Tagen“.